# Heinrich Rieter (Industrieller, 1814)

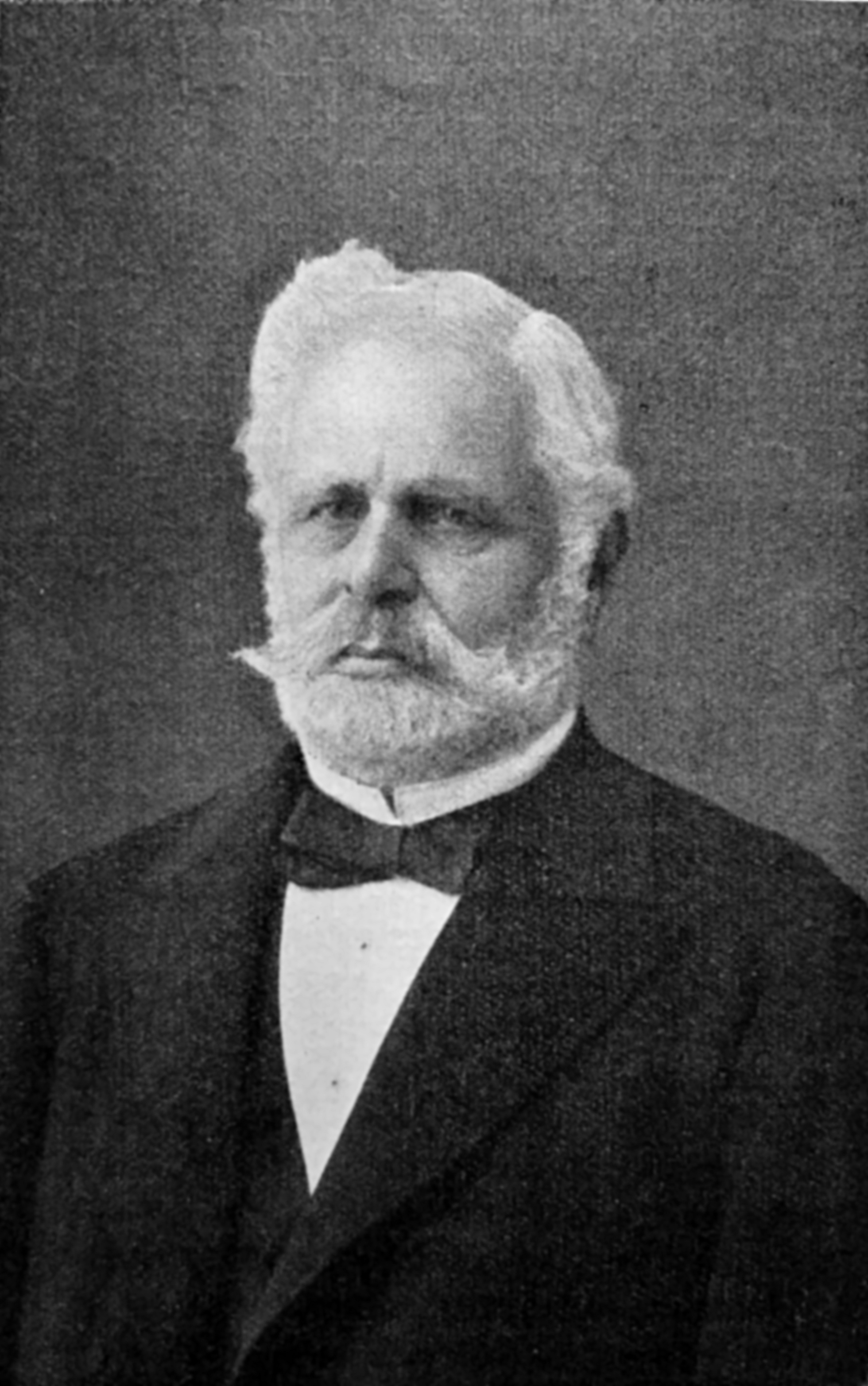
Porträt von Heinrich Rieter

Heinrich Rieter (geboren am 19. Mai 1814 in Winterthur; gestorben am 19. Dezember 1889 in Bern), auch Heinrich Peter Rieter-Ziegler genannt, war ein Schweizer Industrieller und Politiker. Er leitete die Maschinenfabrik Rieter und war von 1878 bis 1889 Ständerat des Kantons Zürich.

## Lebenslauf
Heinrich Rieter wurde am 19. Mai 1814 als Sohn von Heinrich Rieter geboren, Stadtrat und Gründer der Feinspinnerei Rieter. Sein drei Jahre älterer Bruder war Jakob Melchior Rieter-Biedermann.
Rieter verbrachte seine Schulzeit in Winterthur und absolvierte von 1831 bis 1834 eine Handelslehre bei Christian Wilhelm Bourry in St. Gallen. Nach seiner Ausbildung war er zunächst in Le Havre und Manchester tätig. Im Militär hatte er den Rang eines Obersts und war Waffenchef der Kavallerie; er wurde daher auch Oberst Heinrich Ziegler genannt. 1836 erfolgte der Eintritt in die Fabrik seines Vaters. Nach dessen Tod 1851 übernahm er die Führung der Maschinenfabrik. Ein Jahr später baute Rieter in Töss die erste Arbeitersiedlung der Schweiz, in den Folgejahren auch weitere Siedlungen. 1860 schrieb er dem Winterthurer Stadtrat einen Brief, in dem er gegen den Bau von kasernenartigen Überbauungen Stellung bezog. Seine Ansicht sollte sich in Winterthur durchsetzen, es entstanden in der Stadt vorwiegend Arbeitersiedlungen aus Reihenhäusern mit eigenen Gärten zur Selbstversorgung. Ein Umstand, der mitverantwortlich ist für die heutige Bezeichnung Winterthurs als «Gartenstadt».
Unter seiner Ägide erlebte die Spinnerei Rieter einen Wachstumsschub. 1854 wurde die mechanische Werkstätte auf dem Gelände des ehemaligen Klosters Töss errichtet. Rieter entwickelte sich zu einem weltweit führenden Unternehmen für feine Garne und verlagerte den Schwerpunkt des Unternehmens auf die Herstellung von Baumwoll-Spinnmaschinen. 1870 beschäftigte die Maschinenfabrik 1'000 Mitarbeiter. 1872 übertrug Heinrich Rieter das Unternehmen an seine Söhne.
Auch ausserhalb der eigenen Firma war Rieters Fachwissen gefragt. So war er Mitgründer der Bank in Winterthur, in deren Verwaltungsrat er von 1862 bis 1884 sass. Ab 1871 wirkte er bei der Schweizerischen Lloyd, ab 1874 ebenfalls für die Mobiliar und war bei der Gasanstalt Winterthur tätig. Ab 1871 war er als Verbündeter von Alfred Escher auch in den Verwaltungsräten der Schweizerischen Nordostbahn und der Gotthardbahn anzutreffen. Bei ihrer Gründung 1875 war er erster Verwaltungsratspräsident der Unfallversicherung Winterthur. Nach dem Tod Eschers übernahm er 1886 das Amt als Verwaltungsratspräsident der Gotthardbahn.
Er nahm an der Allgemeinen Gewerbeausstellung 1855 in Paris teil und war an den Weltausstellungen 1873 in Wien, 1876 in Philadelphia und 1878 in Paris, dort war er Generalkommissär der Schweiz.

### Politik
Kurz nach Übernahme der Unternehmensleitung wurde Rieter 1852 für die Liberalen in den Grossen Rat, wie der Kantonsrat damals hiess, gewählt. Dem Rat gehörte er – mit einem Unterbruch zwischen 1869 und 1872 – bis 1875 an. 1868 und 1869 wirkte er auch als Verfassungsrat des Kantons Zürich. Als Stellvertreter des Bundesrats durfte er 1869 der Eröffnung des Suez-Kanals beiwohnen, und 1876 vertrat er den Bund in Rom bei Verhandlungen über einen neuen Handelsvertrag.
Drei Jahre nach seinem Rücktritt aus dem Kantonsrat wurde er 1878 in den Ständerat gewählt. Dort wirkte er als Präsident der Zolltarifkommission. In seiner Funktion als Ständerat verstarb Rieter am 19. Dezember 1889 während der Bundesversammlung in Bern; ihm folgte Othmar Blumer in den Ständerat.

### Privates
1835 heiratete er Henriette Ziegler. Von 1838 bis 1848 wurde Rieter Vater von vier Söhnen: Heinrich (1838–1901), Bruno (1840–1889), Oskar (1844–1913) und Max (1848–1907).